# Пэксан (премия, 2020)
56-я церемония вручения премии «Пэксан» (кор. 제56회 백상예술대상) — ежегодная церемония награждения, организованная «Ilgan Sports» и JTBC Plus, состоялась 5 июня 2020 года в KINTEX, Ильсан-гу, провинция Кёнгидо. Ведущими церемонии в третий раз подряд стали Син Дон Ёп, Пэ Суджи и Пак Погом. Церемония вручения наград является одним из самых престижных южнокорейских мероприятий, признающих выдающиеся достижения в кинематографе, телевидении и театре. Изначально запланированная на 1 мая, церемония была перенесена из-за пандемии COVID-19 и не приглашала зрителей на место проведения для предотвращения распространения болезни.
Номинации были объявлены 8 мая 2020 года. Фильм «Паразиты», получивший наибольшее количество номинаций, был представлен во всех категориях, связанных с кино, за исключением категории «Лучший новый режиссёр», на которую фильм не претендует. Впервые в истории фильмы и сериалы Netflix были номинированы на премию, включая фильм «Время охоты» и сериал «Королевство зомби». Театральная секция также была возрождена впервые за 19 лет, с добавлением номинаций «Лучший актёр», «Лучшая актриса» и «Лучшая постановка» к уже существующей категории «Лучший короткий спектакль».
Высшие награды вечера, Гран-при (Дэсан) в области кинематографа, были присуждены режиссёру Пон Джун Хо за фильм «Паразиты», в телевизионной категории Гран-при завоевал телесериал «Когда цветёт камелия». На звание главного призёра в категории фильмов претендовали Пон Джун Хо и фильм «Паразиты». Пон Джун Хо был быстро выбран победителем благодаря его огромной роли в успехе фильма, что привело к единогласному голосованию за «Паразитов» как лучший фильм. В категории телесериалов на звание главного призёра претендовали телесериал «Когда цветёт камелия», шоу «Мистер Трот» и актриса Ким Хи Э за роль в сериале «Мир женатой пары». «Когда цветёт камелия» была выбрана победителем в третьем туре голосования. Изначально «Лучшим сериалом» был признан сериал «Когда цветёт камелия», однако по правилам премии «Пэксан» она досталась «Лиге печи», сериалу, набравшему второе по количеству голосов количество баллов.

## Список лауреатов и номинантов
Лауреаты выделены жирным шрифтом и знаком «★», а номинанты курсивом.

### Кинематограф
| Фотография | Гран-при | Фотография | Лучший фильм |
| ---------- | --- | ---------- | --- |
|            | ★ Пон Джун Хо — «Паразиты» - Паразиты |            | ★ Паразиты - Тот, кто рядом - Колибри - Выход - Ким Джи Ён, 1982 года рождения |
| Фотография | Лучший режиссёр | Фотография | Лучший режиссёр-новичок |
|            | ★ Ким Бора — «Колибри» - Пон Джун Хо — «Паразиты» - У Минхо — «Тот, кто рядом» - Ли Чон Он — «День рождения» - Чон Джи Ён — «Грязные деньги» |            | ★ Ким Доён — «Ким Джи Ён, 1982 года рождения» - Кан Сан У — «Ким-ган» - Ким Бора — «Колибри» - Ким Кён Хи — «Счастливая Чхан Силь» - Ли Сан Гын — «Выход» |
| Фотография | Лучший актёр | Фотография | Лучшая актриса |
|            | ★ Ли Бёнхон — «Тот, кто рядом» (за роль Ким Гю Пёна) - Сон Канхо — «Паразиты» (за роль Ким Ки Тхэка) - Ли Джэ Хун — «Время охоты» (за роль Джунсока) - Чо Джон Сок — «Выход» (за роль Ён Нама) - Хан Соккю — «Запретная мечта» (за роль Седжона Великого)                                             |            | ★ Чон Доён — «День рождения» (за роль Сун Нам) - Ким Хи Э — «Письмо для Юн Хи» (за роль Юн Хи) - Ким Соджин — «Несовершеннолетний» (за роль Ми Хи) - Чон Юми — «Ким Джи Ён, 1982 года рождения» (за роль Ким Джи Ён) - Чо Ёджон — «Паразиты» (за роль Чхве Ён Кё)    |
| Фотография | Лучший актёр второго плана | Фотография | Лучшая актриса второго плана |
|            | ★ Ли Гвансу — «Мой особенный брат» (за роль Дон Гу) - Ким Ён Мин — «Счастливая Чхан Силь» (за роль Чан Гук Ён) - Пак Мён Хун — «Паразиты» (за роль О Гын Се) - Он Хён Джун — «Одно движение божье 2: Призрачный ход» (за роль шамана Чансона) - Ли Хи Джун — «Тот, кто рядом» (за роль Квак Сан Чона) |            | ★ Ким Сэ Бёк — «Колибри» (за роль Ён Джи) - Ким Гук Хи — «Музыкальный альбом» (за роль Ын Джа) - Ким Ми Кён — «Ким Джи Ён, 1982 года рождения» (за роль Ми Сук) - Пак Содам — «Паразиты» (за роль Ким Ки Джон) - Ли Чон Ын — «Паразиты» (за роль Гук Мун Гван)       |
| Фотография | Лучшая дебютная мужская роль | Фотография | Лучшая дебютная женская роль |
|            | ★ Пак Мён Хун — «Паразиты» (за роль О Гын Се) - Пак Хэ Су — «Время охоты» (за роль Хана) - Пак Хён Щик — «Присяжные» (за роль Квон Нам У) - Ан Джи Хо — «Парень и зелёная ива» (за роль Бо Хи) - Чон Хэ Ин — «Музыкальный альбом» (за роль Хён У)                                                     |            | ★ Кан Маль Гым — «Счастливая Чхан Силь» (за роль Чхан Силь) - Ким Со Хё — «Письмо для Юн Хи» (за роль Сэ Бом) - Ким Хё Джун — «Несовершеннолетний» (за роль Квон Джу Ри) - Пак Чиху — «Колибри» (за роль Ким Ын Хи) - Чан Хе Джин — «Паразиты» (за роль Пак Чон Сук) |
| Фотография | Лучший сценарий | Фотография | Технические достижения |
|            | ★ Ли Сан Гын — «Выход» - Ким Бора — «Колибри» - Пон Джун Хо, Хан Джин Вон — «Паразиты» - У Минхо, Ли Чимин — «Тот, кто рядом» - Лим Дэ Хён — «Письмо для Юн Хи» |            | ★ Ким Со Хи (макияж и прически) — «Тот кто рядом» - Ли Ха Джун (постановщик) — «Паразиты» - Хон Кён Пё (оператор) — «Паразиты» - Ким Ён Хо (оператор) — «Битва при Фэнудун» - Юн Джин Юль (боевые искусства)— «Выход»                                                |

#### Фильмы с наибольшим количеством побед
| Количество | Фильм          |
| ---------- | -------------- |
| 3          | Паразиты       |
| 2          | Колибри        |
| 2          | Тот, кто рядом |

#### Фильмы с наибольшим количеством номинаций
| Количество | Фильм                          |
| ---------- | ------------------------------ |
| 12         | Паразиты                       |
| 6          | Колибри                        |
| 6          | Тот, кто рядом                 |
| 4          | Выход                          |
| 4          | Ким Джи Ён, 1982 года рождения |
| 3          | Счастливая Чхан Силь           |
| 3          | Письмо для Юн Хи               |
| 2          | Несовершеннолетний             |
| 2          | День рождения                  |
| 2          | Время охоты                    |
| 2          | Музыкальный альбом             |

### Телевидение
| Фотография | Фотография | Гран-при | Гран-при |
| ---------- | --- | --- | --- |
|            | | ★ Когда цветёт камелия (сериал) • KBS - Мистер Трот (телешоу) • TV Chosun - Ким Хи Э (актриса) — «Мир женатой пары» | |
| Фотография | Лучший сериал | Фотография | Лучший режиссёр |
|            | ★ Лига печи • SBS - Когда цветёт камелия • KBS - Любовь приходит с неба • tvN - Королевство зомби 2 • Netflix - Гиена • SBS | | ★ Мо Ван Иль — «Мир женатой пары» - Ким Сон Юн — «Итэвон Класс» - Ли Чон Хё — «Любовь приходит с неба» - Ча Ён Хун — «Когда цветёт камелия» - Чон Дон Юн — «Лига печи» |
| Фотография | Лучшая развлекательная программа | Фотография | Лучшая обучающая программа |
|            | ★ Мистер Трот • TV Chosun - Где мой дом? • MBC - Чем ты занят, когда ничем не занят? • MBC - Вкусное место для встреч • SBS - Кухня Кана • tvN | | ★ Гигантский Пэн ТВ • EBS - Документальный инсайт — Архивный проект «Современная Корея» • KBS - Переворачиватели страниц • tvN - Заметки продюсера — Репортеры обвинения • MBC - SBS Special — Ё Хан Сси Дол Хен • SBS                                                                             |
| Фотография | Лучший актёр | Фотография | Лучшая актриса |
|            | ★ Кан Ханыль — «Когда цветёт камелия» (за роль Хван Ён Сика) - Нам Гун Мин — «Лига печи» (за роль Пэк Сон Су) - Пак Соджун — «Итэвон Класс» (за роль Пак Серой) - Чу Джихун — «Гиена» (за роль Юн Хи Джэ) - Хён Бин — «Любовь приходит с неба» (за роль Ри Чон Хёка)                                                     | | ★ Ким Хи Э — «Мир женатой пары» (за роль Чи Сон У) - Ким Хе Су — «Гиена» (за роль Чон Гым Джа/Чон Ын Ён) - Кон Хёджин — «Когда цветёт камелия» (за роль О Дон Бэк) - Сон Йеджин — «Любовь приходит с неба» (за роль Юн Се Ри) - Ли Джиын — «Отель дель Луна» (за роль Чан Ман Воль)                |
| Фотография | Лучший актёр второго плана | Фотография | Лучшая актриса второго плана |
|            | ★ О Джонсе — «Когда цветёт камелия» (за роль Но Гю Тхэ) - Ким Ён Мин — «Мир женатой пары» (за роль Сон Джэ Хёка) - Ян Кён Вон — «Любовь приходит с неба» (за роль Пё Чи Су) - Ю Джэ Мён — «Итэвон Класс» (за роль Чан Дэ Хи) - Чон Сок Хо — «Гиена» (за роль Га Ки Хёк)                                                  | | ★ Ким Сонён — «Любовь приходит с неба» (за роль На Воль Сук) - Квон Нара — «Итэвон Класс» (за роль О Су А) - Со Джи Хе — «Любовь приходит с неба» (за роль Со Дан) - Сон Дам Би — «Когда цветёт камелия» (за роль Чхве Хян Ми/Чхве Го Ын) - Ём Хе Ран — «Когда цветёт камелия» (за роль Хон Джа Ён |
| Фотография | Лучшая дебютная мужская роль | Фотография | Лучшая дебютная женская роль |
|            | ★ Ан Хё Соп — «Учитель Ким, доктор Романтик 2» (за роль Со У Джина) - Ким Кан Хун — «Когда цветёт камелия» (за роль Кан Пиль Гу) - Ан Бохён — «Итэвон Класс» (за роль Чан Гын Вона) - Он Сону — «Моменты восемнадцатилетия» (за роль Чхве Джун У) - Ли Джэук — «Ха-ру, которого я встретила случайно» (за роль Пэк Кёна) | | ★ Ким Да Ми — «Итэвон Класс» (за роль Чо И Со) - Чон Ми До — «Мудрая жизнь в больнице» (за роль Чэ Сон Хва) - Чон Ёбин — «Особенности мелодрамы» (за роль Ли Ын Чон) - Чон Джи Со — «Проклятые» (за роль Пэк Со Джин) - Хан Сохи — «Мир женатой пары» (за роль Ё Да Кён)                           |
| Фотография | Лучший эстрадный артист | Фотография | Лучшая эстрадная артистка |
|            | ★ Ю Джэсок — «Чем ты занят, когда ничем не занят?» - Ким Сон Джу — «Мистер Трот» - Ким Хичхоль — «Всеведущие братья» - Мун Се Юн — «1 ночь и 2 дня 4 сезон» - Чан Сон Кю — «Кино-комната» | | ★ Пак На Рэ — «Я живу один» - Ким Мин Кён — «Вкусные ребята» - Ан Ён Ми — «Радио Звезда» - Чан Доён — «Да Благословит вас Еда» - Хон Хён Хи — «Вкус жены» |
| Фотография | Лучший сценарий | Фотография | Технические достижения |
|            | ★ Лим Сан Чун — «Когда цветёт камелия» - Ким Ру Ри — «Гиена» - Пак Джиын — «Любовь приходит с неба» - Ли Син Хва — «Лига печи» - Ли У Чон — «Мудрая жизнь в больнице» | | ★ Чан Ён Ук (постановщик) — «Великий побег 3» - Ким Нам Сик, Рю Гон Хи (визуальные эффекты) — «Королевство зомби 2» - Ким Джису (постановщик) — «Дешевый магазин Чхонрима» - Пак Сон Иль (музыка) — «Итэвон Класс» - Пак Си Ён (оператор) — «Уличная викторина Ю»                                  |

#### Телевизионные программы с наибольшим количеством побед
| Количество | Телепрограмма        |
| ---------- | -------------------- |
| 4          | Когда цветёт камелия |
| 2          | Мир женатой пары     |

#### Телевизионные программы с наибольшим количеством номинаций
| Количество | Телепрограмма                       |
| ---------- | ----------------------------------- |
| 10         | Когда цветёт камелия                |
| 8          | Любовь приходит с неба              |
| 7          | Итэвон Класс                        |
| 5          | Гиена                               |
| 4          | Лига печи                           |
| 4          | Мир женатой пары                    |
| 2          | Мудрая жизнь в больнице             |
| 2          | Чем ты занят, когда ничем не занят? |
| 2          | Королевство зомби 2                 |
| 2          | Мистер Трот                         |

### Театр
| Лучшая постановка | Лучшая короткая постановка |
| --- | --- |
| ★ Син Ю Чон (режиссёр) — «Опаленная Любовь» - Пэ Ё Соп (режиссёр) — «Человеческая Фуга» - Кон Джун (актёр) — «Спутник» - Сон Мён Гюн (режиссёр) — «Спутник» | ★ Oset Project (группа) — «За противодействие дискриминации и средства правовой защиты в сфере любви и дружбы» - Сон И Вон (режиссер) — «Тело и Земля - всего лишь одно целое» - Кан Хун Гу (режиссёр) — «Последний японский солдат» - Юн Хе Сук (режиссёр) — «Мы приехали в этот город вместе» - Джимми Сир (музыка) – «Опаленная Любовь» |
| Лучший актёр | Лучшая актриса |
| ★ Пэк Сук Гван — «ЖЕНА» - Ким Вон Ён — «За противодействие дискриминации и средства правовой защиты в сфере любви и дружбы» - Лим Ен Чжун — «Тебе»          | ★ Ким Чон — «Роттердам» - Ким Щин Рок — «В Нокчоне есть Поля Дерьма» - Ли Ри — «Национальное шоссе 7» - Ли Чжу Ен — «Опаленная Любовь» - Ли Джи Хен — «Это Последний» |

### Специальные премии
| Самый популярный актёр | Самая популярная актриса | Премия Bazaar Icon |
| ---------------------- | ------------------------ | ------------------ |
| ★ Хён Бин              | ★ Сон Йеджин             | ★ Со Джи Хе        |